# J.C. Gonzalez
Juan Camilo Gonzalez, känd professionellt som JC Gonzalez, född 8 mars 1990 i Bogota, är en colombiansk skådespelare, sångare och låtskrivare. Hans karriär tog fart år 2009 när han medverkade i tv-reklamer och reklamannonser i Texas. Gonzalez medverkade också i Making Menudo, en reality-show på MTV där de valde ut tjugofem stycken tvåspråkiga manliga sångare. Gonzalez har också gjort framträdanden på film och tv, till exempel Parker och rekreation, Blue och Los Americans.

## Tidiga år
Gonzalez föddes i Bogotá i Colombia år 1990. Han har två yngre syskon. Gonzalez klassificerades som ett hyperaktivt barn och fick därför smeknamnet "terremoto" (jordbävning). Gonzalez och hans familj flyttade till Houston när han var sju år gammal så att hans yngre bror kunde få medicinsk behandling. Gonzalez gick på grundskolan "Gimnasio Los Caobos"  i Bogota, Colombia och "Clements High School" i Sugar Land, Texas.
Gonzalez har präglats av hans drivkraft, enligt "Pantallazos de Noticias", där de hävdar att de ser samma egenskaper hos hans mormor Cándida Rueda, känd som manager för Hotel San Carlos i Barrancabermeja, (Santander, Colombia).
Gonzales har också i flera intervjuer poängterat att en av hans drivkrafter har varit hans bror Daniel, som till största del har överkommit den sällsynta sjukdomen Arthrogryposis Multiplex Congenita (AMC) vilket har lärt honom att det utan ansträngning inte finns någon belöning och det är därifrån hans disciplin kommer ifrån, enligt honom själv.

## Karriär

### Musik
Gonzalez har spelat in originalmaterial såväl som en remix av låten "El Perdón" av Enrique Iglesias och Nicky Jam. Från och med 2016 förberedde Gonzalez sitt debutsoloalbum med titeln AwakInsom inriktar sig på engelska och spanska låtar med en blandning av latinska rytmer. och amerikansk rapp och pop.

### TV
Gonzalez började sin skådespelarkarriär genom att medverka i olika tv-reklamfilmer i Texas. Efter examen från gymnasiet flyttade Gonzalez till Los Angeles där han började jobba med reklamfilmer och tv-serier. Han har gjort tv-reklamer för Ford, Honda och AT & T.
I januari 2007 gjorde Gonzalez en audition för Making Menudo i Los Angeles.Han blev inte antagen, och tog därför danslektioner och gjorde ytterligare en audition i Dallas. I Dallas valdes han ut av Puerto Ricas sångare Luis Fonsi och radioprataren Daniel Luna till en av de tjugofem deltagarna som skulle gå vidare till New York där de medverkade i serien Road to Menudo.

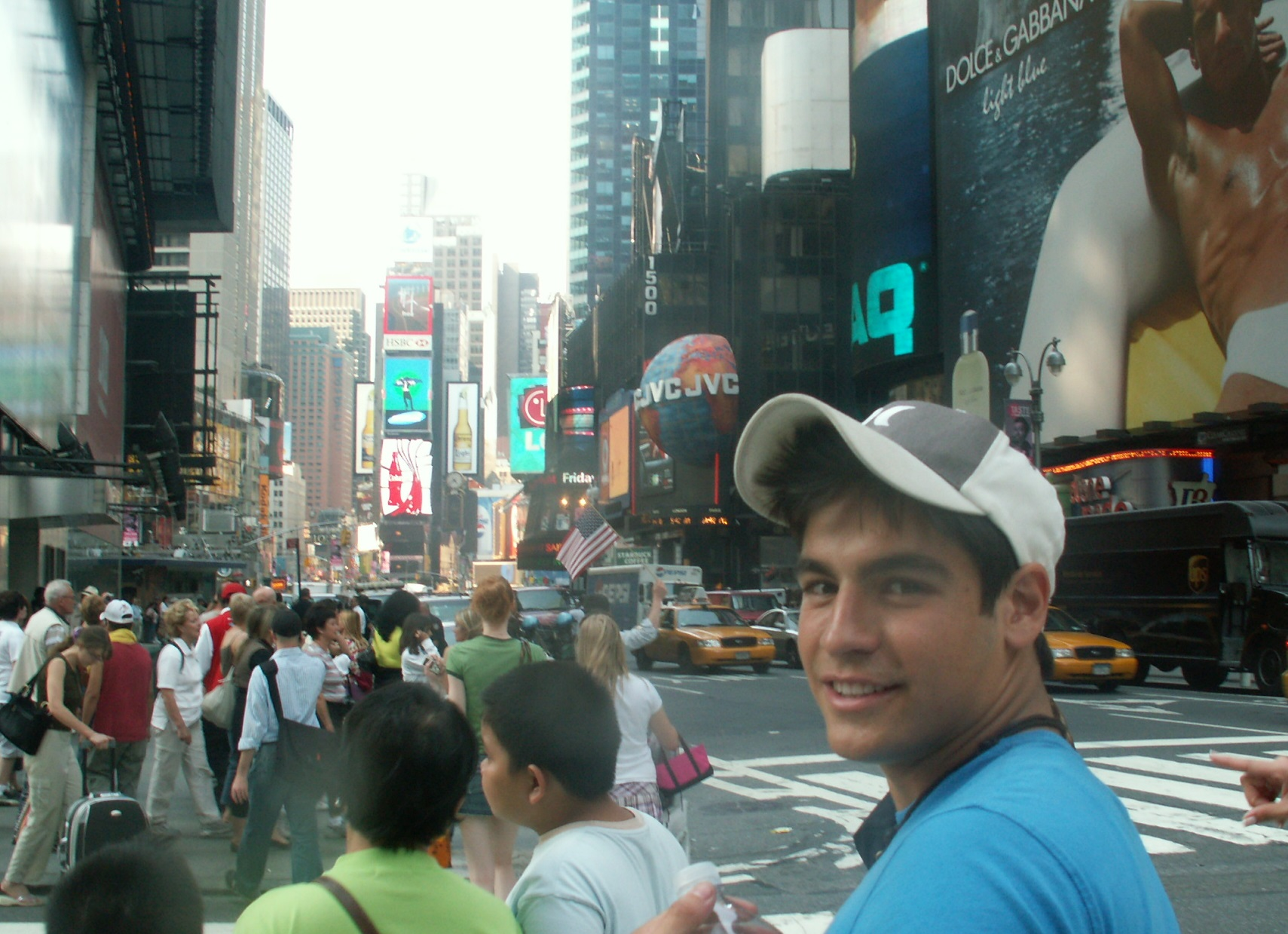
Gonzalez walking for "Fifth Avenue" in Manhattan, New York, June 2007.

År 2007 valdes Gonzalez ut, för samma Making Menudo-projekt,  för att vara del av juryn i den nya versionen av Latino-pojkbandet Menudo. Bandet var en sammanslagning av urban, pop och rockmusik på engelska och spanska och producerade flera album med skivbolaget Sony BMG Epic Records. Flera auditions hölls i olika städer, såsom Los Angeles, Dallas, Miami och New York. Gonzalez var en del av tävlingen i Dallas där radioprataren Daniel Luna valde ut olika tävlande och Gonzalez var en av de 25 som valdes ut.
Som en del av showen utbildades Gonzalez tillsammans med fjorton andra aspirerande artister i sång och dans i South Beach, Florida under nästan fyra månader.
Gonzalez deltog under sin skådespelarkarriär i webbserien Los Americans (2011), som kännetecknas av att ha ett multigenerationalt fokus, och handlar om en medelklassfamilj som bor i Los Angeles. Under serien deltog han tillsammans med Esai Morales, Lupe Ontiveros, Tony Plana, Raymond Cruz, Yvonne DeLaRosa och Ana Villafañe.
Under 2009 framträdde Gonzalez i Parks and Recreation Sister City som Jhonny, en venezuelansk praktikant.
2010 spelade Gonzalez huvudrollen i videon för Kaya Rosenthal (Can't Get You Out of My Mind). Gonzalez har också dykt upp i Locked Up Abroad, Hard Times, How to Rock och Parenthood. År 2010 spelade Gonzalez i Victorious, i avsnittet (Survival of the Hottest).
I Banged Up Abroad framträdde JC Gonzalez som Lia McCords bror, som greps på Bangladeshs flygplats för narkotikahandel. Under år 2010 medverkade Gonzalez i den andra säsongen av NBC-komedi-dramaserien Parenthood (säsong 2), i rollen som dansare i avsnittet "Berger Cometh". Även år 2010 arbetade Gonzalez med Ariana Grande i en roll som hennes kärleksintresse i Victorious, i avsnittet "Survival of the Hottest". I Parenthood (säsong 2) spelade Gonzalez rollen som en ung man i avsnittet "Orange Alert". Därefter, år 2011, deltog Gonzalez i Big Time Strike-avsnittet av Big Time Rush. År 2012 spelade Gonzalez fotbollsspelaren Bully i avsnittet How to Rock a Newscast, i den amerikanska tonårsserien "How to Rock" som sändes på Nickelodeon från 4 februari till 8 december 2012. Under 2015 och 2018 gjorde Gonzalezs anmärkningsvärda insatser med rollen som "Jake" i avsnittet "Blue Christmas", i den amerikanska TV-serien NCIS: New Orleans , rollen som "Kyle" i amerikanska dramaserien 9-1-1 (TV-serie) och "DJ Diego Spiz" i Amazon Studios amerikanska juridik-dramaserie Goliath (TV-serie).
Gonzalez medverkade i Los Angeles, en online-serie som lanserades i maj 2011. År 2013 visade sig Gonzalez i webbserien Blue. Gonzalez har också arbetat med andra webbserier, inklusive Ragdolls år 2013. År 2015 tog Gonzalez sig an rollen som Jake i NCIS: New Orleans, i avsnittet "Blue Christmas".

## Privatliv
Gonzalez växte upp i Sugar Land, Texas, en förort till Houston och bor för närvarande i Los Angeles, Kalifornien.

## Filantropi
Gonzalez skrev låten "Safe Passage" och sjöng för Thrive Integrative Wellness and Women of Watts & Beyond i Kalifornien, USA. Han har medverkat på flera festivaler för att stötta kampen mot våld i hemmet där han har hållit tal och uppträtt för de som överlevt, för att öka medvetenheten och förhindra våld i hemmet. Gonzalez stöttar också ideella organisationer för kampen mot prostatacancer, en sjukdom som har drabbat hans far, och andra organisationer som verkar för att förhindra cancer. Sedan han var barn har han deltagit i evenemang på Shriners Hospital for Children (Houston) för att hjälpa barn med liknande förhållanden som hans yngre bror Daniel. Sedan år 2001 har han frivilligt deltagit på olika program genom att främja och stötta med hans musikprojekt i Texas och Kalifornien, vilket sensibiliserar och samlar medel för olika sociala ändamål.

## Filmografi

### Film och Video
| År   | Titel                                                         | Roll                    | Typ                                 |
| ---- | ------------------------------------------------------------- | ----------------------- | ----------------------------------- |
| 2009 | Second Coming                                                 | Polis (som Juan Camilo) | Video                               |
| 2012 | Slumber Party Slaughter                                       | Randy                   | Film                                |
| 2014 | 11:11                                                         | Ryan                    | Kortfilm                            |
| 2015 | Elena                                                         | Victor                  | Kortfilm                            |
| 2015 | Hot Flash: The Chronicles of Lara Tate - Menopausal Superhero | Cock Block              | Film                                |
| 2017 | More Than Enough (Original title: Good After Bad)"            | Collin                  | Film av regissören: Anne-Marie Hess |
| 2018 | Ernesto's Manifesto                                           | Logan                   | Film                                |

### Tv
| År   | Titel                       | Roll                         | Typ                                                                      |
| ---- | --------------------------- | ---------------------------- | ------------------------------------------------------------------------ |
| 2007 | Making Menudo               | JC                           | MTV Reality Show                                                         |
| 2008 | Locked Up Abroad            | Eliadah "Lia" McCord brother | Avsnitt: Bangladesh National Geographic Channel                          |
| 2009 | Parks and Recreation        | Jhonny                       | Avsnitt: "Sister City"                                                   |
| 2010 | The Hard Times of RJ Berger | Dansare med kniv             | Avsnitt: Berger Cometh                                                   |
| 2010 | Victorious                  | Ben                          | Avsnitt: Survival of the Hottest                                         |
| 2010 | Parenthood                  | Ung man                      | Avsnitt: Orange Alert                                                    |
| 2011 | Big Time Rush               | Costart                      | Avsnitt: Big Time Strike                                                 |
| 2012 | How to Rock                 | Fotbollsspelaren Bully       | Avsnitt: How to Rock a Newscast                                          |
| 2013 | RagDolls                    | Mateo                        | Avsnitt: Bésame Mucho; The Sexy Bra; Undercover Date Agent; The Pot Shop |
| 2014 | I Didn't Do It              | Mike                         | Avsnitt: Lindy Nose Best                                                 |
| 2015 | NCIS: New Orleans           | Jake                         | Avsnitt: "Blue Christmas"                                                |
| 2018 | 9-1-1                       | Kyle                         | TV-serie                                                                 |
| 2018 | Goliath                     | DJ Diego Spiz                | TV-serie                                                                 |

### Webbserier
| År   | Titel                            | Roll            | Typ |
| ---- | -------------------------------- | --------------- | --- |
| 2009 | Love Fifteen                     | Cindy Lees son  | Cindy Lee (Paola Turbay) |
| 2011 | Los Americans av Dennis E. Leoni | Paul Valenzuela | Avsnitt: Going to Mexico; The Truth Hurts; Secrets; Lead Us Not Unto Temptation; Family Heirloom; The Legacy; Fish and House Guests; Happy Birthday |
| 2013 | Blue                             | Harry           | Avsnitt: Kind of a Name Is Blue? av Rodrigo Garcia                                                                                                  |

### Reklamfilmer
| Reklam                                             | Typ       | Plats                     |
| -------------------------------------------------- | --------- | ------------------------- |
| Honda Fit (engelska/spanska)                       | Huvroll   | Nationell                 |
| Jack in the Box (spansk)                           | Huvudroll | Nationell                 |
| Houston Community College Institutional Commercial | Huvudroll | Regional                  |
| Hasbro Nerf Vulcan                                 | Huvudroll | Regional                  |
| Academy Sports + Outdoors                          | Huvudroll | Regional                  |
| Houston Community College                          | Huvudroll | Regional (institutionell) |
| National Car Rental                                | Huvudroll | Online                    |
| Fiesta Rock                                        | Huvudroll | Regional                  |
| Connect EDU                                        | Huvudroll | Online                    |
| Nintendo Wii                                       | Huvudroll | Nationell                 |
| KFC                                                | Huvudroll | Nationell                 |
| AT & T                                             | Huvudroll | Nationell                 |
| Ford Focus                                         | Huvudroll | Nationell                 |

### Låtar
| År   | Titel                  | Typ | Typ  | Album                     |
| År   | Titel                  | R&B | Rapp | Album                     |
| ---- | ---------------------- | --- | ---- | ------------------------- |
| 2015 | Equation of Love       | —   | —    | Equation of Love – Single |
| 2015 | Quiet Game             | —   | —    | Quiet Game – Single       |
| 2015 | Cupid                  | —   | —    | AwakIN                    |
| 2015 | Zoom                   | —   | —    | Zoom – Single             |
| 2015 | Prendete               | —   | —    | AwakIN                    |
| 2016 | Solitary Conversations | —   | —    | 2moonS                    |
| 2016 | Luchando               | —   | —    | 2moonS                    |
| 2016 | Let me be me           | —   | —    | 2moonS                    |